# Катастрофа Let L-200 под Новороссийском
Катастрофа Let L-200 под Новороссийском — авиационная катастрофа пассажирского самолёта Let L-200A Morava компании «Аэрофлот», произошедшая в субботу 26 марта 1966 года в районе Новороссийска и близ посёлка Абрау-Дюрсо, при этом погибли 5 человек.

## Самолёт
Let L-200D Morava с регистрационным номером CCCP-34426 (заводской — 170417) был выпущен в Чехословакии в декабре 1960 года, а затем передан заказчику — Главному управлению гражданского воздушного флота при Совете министров Советского Союза. На момент происшествия эксплуатировался в 1-м Краснодарском объединённом авиационном отряде (265 лётный отряд) Северо-Кавказского управления гражданской авиации. Его общая наработка составляла 2587 лётных часов и 2661 цикл «взлёт-посадка».

## Катастрофа
Самолёт выполнял пассажирский рейс 553 из Краснодара в Анапу и обратно, а пилотировал его Аношин Е. В.. Но после посадки в Анапе пилот получил из Краснодара от диспетчера местных воздушных линий Стешина указание направляться в Новороссийск и забрать оттуда пассажиров до Краснодара. При этом давая такое указание, диспетчер Стешин не стал заботиться о том, чтобы в Анапском аэропорту пилоту выдали прогноз погоды на участке от Анапы до Новороссийска. Между тем, прогноз предусматривал на данном маршруте слоисто-кучевую и кучево-дождевую облачность в 6-9 баллов (с разрывами) с нижней границей 600—1000 метров, дождь, ветер 150° 7—10 м/с, в порывах до 12 м/с, видимость от 4 до 10 километров. Позже Краснодарская АМСГ внесла корректив в данный прогноз и теперь до 18:00 на трассе прогнозировалась кучево-дождевая облачность в 6—9 баллов с нижней границей 600—1000 метров, а также разорванно-дождевая в 2—5 баллов (отдельные облака) с нижней границей уже 300 метров, дождь, ветер 130° 9—12 м/с. видимость от 4 до 10 километров. В аэропорты Новороссийска и Анапы ни один из этих прогнозов не был передан.
В 14:57 самолёт вылетел из Анапы и в 15:10 приземлился в Новороссийске. В процессе подготовки к полёту в Анапу пилот Аношин через метеонаблюдателя ознакомился с фактической погодой в Новороссийске и Анапе, а также что аэропорт в Краснодаре согласен принять его самолёт. По данным на 16:55 в Новороссийске стояла переменная разорванно-слоистая облачность с нижней границей около 400 метров, ветер юго-восточный (150°) 8—11 м/с, в порывах 12 м/с, видимость до 28 километров, атмосферное давление пониженное. В Анапе на 17:00 небо было затянуто кучево-дождевыми и слоисто-кучевыми облаками с нижней границей около 700 метров, ветер юго-юго-восточный (160°) 12 м/с, видимость 20 километров, атмосферное давление пониженное. Так как на трассе полёта дул сильный боковой ветер со скоростью до 12 м/с, то вылет из Новороссийска был задержан. Когда ветер ослаб до 8—10 м/с, Аношин принял решение на вылет. Диспетчер аэропорта не стал проверять у пилота полётные документы, лишь подписал полётное задание. Также диспетчер не сообщил прогноз погоды на маршруте Новороссийск — Анапа — Краснодар и не провёл анализа фактической погодной обстановки на маршруте и в самом аэропорту. Всего на борт самолёта сели две женщины с двумя детьми и было загружено 10 килограмм почты. В 17:28 рейс 553 вылетел из Новороссийска.
После взлёта пилот с разрешения диспетчера выполнил на высоте 200 метров разворот на Анапу, после чего попросил закончить связь. Диспетчер аэропорта это разрешение дал, хотя самолёт находился ещё в зоне аэропорта, а также не стал спрашивать погодную обстановку. При этом уже в 17:31 Новороссийский аэропорт был закрыт, так как к тому времени нижняя граница облаков снизилась до 180 метров, началась дымка, видимость упала до 5 километров, а горы закрыло облаками. Спустя 4—5 минут после взлёта летящий над морем самолёт приблизился к Абрау-Дюрсо, где в это время, по данным автоматической метеостанции и показаниям очевидцев, стоял туман, видимость в котором не превышала 200 метров. Попав в такой туман, пилот принял решение не возвращаться, а продолжать полёт до Анапы, ориентируясь по береговой черте. Когда береговая линия скрылась из виду, Аношин, пытаясь разглядеть её, довернул вправо на 10—15°, что, однако, привело к тому, что самолёт теперь оказался над сушей и начал углубляться всё дальше от берега в сторону гор. Через несколько минут летящий по курсу 305—310° на высоте 220 метров над уровнем моря «Морава», находясь фактически в 1 километре от моря, врезался правой плоскостью в деревья на горном склоне. От ударов сперва отделился правый закрылок, а затем и вся правая плоскость крыла. Пролетев от точки первого удара ещё 300 метров и входя в правый крен, перевернувшийся авиалайнер врезался в склон противоположной горы.
Через трое суток, в 17 часов 29 марта полностью разрушенный самолёт был обнаружен на склоне горы высотой 283 метра, что у северо-западного берега озера Абрау и юго-западнее посёлка Абрау-Дюрсо. Все 5 человек на борту погибли. По двум остановившимся часам было определено время катастрофы — 17:34.

## Причины
Главной причиной катастрофы было названо попадание самолёта в район, где была низкая видимость и туман, а пилот  не предпринял своевременных мер по выходу из этой опасной зоны. Другим фактором стала плохая организация и руководство полётами диспетчерской службой Новороссийского аэропорта, а руководство 1-го Краснодарского объединённого авиационного отряда это не проконтролировало как следует. Кроме того, катастрофа произошла на самом опасном участке трассы от Новороссийска до Анапы, но метеорологический наблюдательный пост на этом участке отсутствовал, а потому некому было своевременно сообщать об опасных погодных явлениях в этом районе.